# Cronaca di Bychowiec
La Cronaca di Bychowiec è un libro anonimo del XVI secolo con cronache del Granducato di Lituania. Nonostante sia considerata una fonte molto poco affidabile dell'epoca, allo stesso tempo è ritenuta la redazione più estensiva delle Cronache lituane.
Venne scritta probabilmente fra il 1519 ed il 1542, sebbene alcune parti continuarono ad essere aggiunte fino al 1574.
Gli autori della cronaca sono sconosciuti. Il testo sottolinea i risultati ottenuti dalle famiglie Goštautai ed Olshanski, in particolare da Jonas Goštautas.
Gli studiosi suppongono quindi che la sua stesura sia stata sponsorizzata dai membri di queste famiglie; i personaggi ritenuti come i più probabili mecenati sono il Gran Cancelliere Albertas Goštautas, il vescovo Paweł Holszański e un duca della famiglia degli Olelkovič.

## Edizioni
- (LT) Lietuvos metraštis: Bychovco kronika, traduzione di Rimantas Jasas, Vilnius, Vaga, 1971.